# Eumorphus leptocerus
Eumorphus leptocerus es una especie de coleóptero de la familia Endomychidae.

## Distribución geográfica
Habita en Perak (Malasia).